# Temporada 1988 de la NFL
La Temporada 1988 de la NFL fue la 69.ª en la historia de la NFL.Los Cardinals se trasladaron de St. Louis, Missouri al área de Phoenix, Arizona, convirtiéndose en los Phoenix Cardinals, pero se mantuvieron en la división NFC Este. La definición para los playoff llegó hasta la última semana de la temporada regular, con los Seattle Seahawks ganando la AFC Oeste por un juego. Los Philadelphia Eagles y San Francisco 49ers ganaron sus respectivas divisiones en un desempate de cinco equipos, contra los New York Giants y New Orleans Saints que perdieron el último puesto de comodín en el desempate contra Los Angeles Rams.
Esta fue la última temporada para el legendario entrenador Tom Landry.
La temporada finalizó con el Super Bowl XXIII cuando los San Francisco 49ers vencieron a los Cincinnati Bengals.

## Temporada regular
V = Victorias, D = Derrotas, E = Empates, CTE = Cociente de victorias [V+(E/2)]/(V+D+E), PF= Puntos a favor, PC = Puntos en contra
| Clasificado para los playoffs |

| Buffalo Bills(2)     | 12 | 4  | 0 | .750 | 329 | 237 |
| Indianapolis Colts   | 9  | 7  | 0 | .563 | 354 | 315 |
| New England Patriots | 9  | 7  | 0 | .563 | 250 | 284 |
| New York Jets        | 8  | 7  | 1 | .531 | 372 | 354 |
| Miami Dolphins       | 6  | 10 | 0 | .375 | 319 | 380 |

| Cincinnati Bengals (1) | 12 | 4  | 0 | .750 | 448 | 329 |
| Cleveland Browns(4)    | 10 | 6  | 0 | .625 | 304 | 288 |
| Houston Oilers (5)     | 10 | 6  | 0 | .625 | 424 | 365 |
| Pittsburgh Steelers    | 5  | 11 | 0 | .313 | 336 | 421 |

| Seattle Seahawks(3) | 9 | 7  | 0 | .563 | 339 | 329 |
| Denver Broncos      | 8 | 8  | 0 | .500 | 327 | 352 |
| Los Angeles Raiders | 7 | 9  | 0 | .438 | 325 | 369 |
| San Diego Chargers  | 6 | 10 | 0 | .375 | 231 | 332 |
| Kansas City Chiefs  | 4 | 11 | 1 | .281 | 254 | 320 |

| Philadelphia Eagles(3) | 10 | 6  | 0 | .625 | 379 | 319 |
| New York Giants        | 10 | 6  | 0 | .625 | 359 | 304 |
| Washington Redskins    | 7  | 9  | 0 | .438 | 345 | 387 |
| Phoenix Cardinals      | 7  | 9  | 0 | .438 | 344 | 398 |
| Dallas Cowboys         | 3  | 13 | 0 | .188 | 265 | 381 |

| Chicago Bears(1)     | 12 | 4  | 0 | .750 | 312 | 215 |
| Minnesota Vikings(4) | 11 | 5  | 0 | .688 | 406 | 233 |
| Tampa Bay Buccaneers | 5  | 11 | 0 | .313 | 261 | 350 |
| Detroit Lions        | 4  | 12 | 0 | .250 | 220 | 313 |
| Green Bay Packers    | 4  | 12 | 0 | .250 | 240 | 315 |

| San Francisco 49ers(2) | 10 | 6  | 0 | .625 | 369 | 294 |
| Los Angeles Rams(5)    | 10 | 6  | 0 | .625 | 407 | 293 |
| New Orleans Saints     | 10 | 6  | 0 | .625 | 312 | 283 |
| Atlanta Falcons        | 5  | 11 | 0 | .313 | 244 | 315 |

### Desempates
- Cincinnati fue el primer cabeza de serie de la AFC por delante de Buffalo basado en enfrentamientos directos (1-0).
- Indianapolis finalizó por delante de New England en la AFC Este basado en un mejor registro contra oponentes comunes (7-5 contra 6-6 de los Patriots).
- Cleveland finalizó por delante de Houston en la AFC Central basado en un mejor registro de división(4-2 contra 3-3 de los Oilers).
- San Francisco fue el segundo cabeza de serie de la NFC por delante de Philadelphia basado en un mejor registro contra oponentes comunes (6-3 contra 5-4 de los Eagles).
- Philadelphia finalizó por delante de N.Y. Giants en la NFC Este basado en enfrentamientos directos (2-0).
- Washington finalizó por delante de Phoenix en la NFC Este basado en un mejor registro de división (4-4 contra 3-5 de los Cardinals).
- Detroit finalizó por delante de Green Bay en la NFC Central basado en enfrentamientos directos (2-0).
- San Francisco finalizó por delante de L.A. Rams y New Orleans en la NFC Oeste basado en enfrentamientos directos (3-1 contra 2-2 de los Rams y 1-3 de los Saints).
- L.A. Rams finalizó por delante de New Orleans en la NFC Oeste basado en un mejor registro de división (4-2 contra 3-3 de los Saints).
- L.A. Rams fue el quinto cabeza de serie de la NFC por delante de N.Y. Giants basado en un mejor registro de conferencia (8-4 contra 9-5 de los Giants).

## Postemporada
|  | Ronda Wild Card                | Ronda Wild Card                | Ronda Wild Card                |                      |                      | Ronda Divisional               | Ronda Divisional               | Ronda Divisional               |                      |                      | Finales de Conferencia        | Finales de Conferencia        | Finales de Conferencia        |  |  | Super Bowl                   | Super Bowl                   | Super Bowl                   |  |
|  |                                |                                |                                |                      |                      |                                |                                |                                |                      |                      |                               |                               |                               |  |  |                              |                              |                              |  |
|  |                                |                                |                                |                      |                      | 1 de Ene - Rich Stadium        |                                |                                |                      |                      |                               |                               |                               |  |  |                              |                              |                              |  |
|  |                                |                                |                                |                      |                      | 5                              | Houston                        | 10                             |                      |                      |                               |                               |                               |  |  |                              |                              |                              |  |
|  | 24 de Dic - Cleveland Stadium  | 24 de Dic - Cleveland Stadium  | 24 de Dic - Cleveland Stadium  |                      |                      | 2                              | Buffalo                        | 17                             |                      |                      | 8 de Ene - Riverfront Stadium | 8 de Ene - Riverfront Stadium | 8 de Ene - Riverfront Stadium |  |  |                              |                              |                              |  |
|  | 5                              | Houston                        | 24                             | Ronda Divisional AFC | Ronda Divisional AFC | Ronda Divisional AFC           |                                |                                | 2                    | Buffalo              | 10                            |                               |                               |  |  |                              |                              |                              |  |
|  | 4                              | Cleveland                      | 23                             |                      |                      | 31 de Dic - Riverfront Stadium | 31 de Dic - Riverfront Stadium | 31 de Dic - Riverfront Stadium |                      |                      | 1                             | Cincinnati                    | 21                            |  |  |                              |                              |                              |  |
|  | Ronda Wild Card AFC            | Ronda Wild Card AFC            | Ronda Wild Card AFC            | 3                    | Seattle              | 13                             |                                |                                | Campeonato de la AFC | Campeonato de la AFC | Campeonato de la AFC          |                               |                               |  |  |                              |                              |                              |  |
|  |                                |                                |                                |                      |                      | 1                              | Cincinnati                     | 21                             |                      |                      |                               |                               |                               |  |  | 22 de Ene Joe Robbie Stadium | 22 de Ene Joe Robbie Stadium | 22 de Ene Joe Robbie Stadium |  |
|  |                                |                                |                                |                      |                      |                                |                                |                                |                      |                      |                               |                               |                               |  |  | A1                           | Cincinnati                   | 16                           |  |
|  |                                |                                |                                |                      |                      | 1 de Ene - Candlestick Park    | 1 de Ene - Candlestick Park    | 1 de Ene - Candlestick Park    |                      |                      |                               |                               |                               |  |  | N2                           | San Francisco                | 20                           |  |
|  |                                |                                |                                |                      |                      | 4                              | Minnesota                      | 9                              |                      |                      |                               |                               |                               |  |  | Super Bowl XXIII             | Super Bowl XXIII             | Super Bowl XXIII             |  |
|  | 26 de Dic - H. H. H. Metrodome | 26 de Dic - H. H. H. Metrodome | 26 de Dic - H. H. H. Metrodome |                      |                      | 2                              | San Francisco                  | 34                             |                      |                      | 8 de Ene - Soldier Field      | 8 de Ene - Soldier Field      | 8 de Ene - Soldier Field      |  |  |                              |                              |                              |  |
|  | 5                              | L.A. Rams                      | 17                             |                      |                      | Ronda Divisional NFC           | Ronda Divisional NFC           | Ronda Divisional NFC           |                      |                      | 2                             | San Francisco                 | 28                            |  |  |                              |                              |                              |  |
|  | 4                              | Minnesota                      | 28                             |                      |                      | 31 de Dic – Soldier Field      | 31 de Dic – Soldier Field      | 31 de Dic – Soldier Field      |                      |                      | 1                             | Chicago                       | 3                             |  |  |                              |                              |                              |  |
|  | Ronda Wild Card NFC            | Ronda Wild Card NFC            | Ronda Wild Card NFC            |                      |                      | 3                              | Philadelphia                   | 12                             |                      |                      | Campeonato de la NFC          | Campeonato de la NFC          | Campeonato de la NFC          |  |  |                              |                              |                              |  |
|  |                                |                                |                                |                      |                      | 1                              | Chicago                        | 20                             |                      |                      |                               |                               |                               |  |  |                              |                              |                              |  |

## Premios anuales
Al final de temporada se entregan diferentes premios reconociendo el valor del jugador durante la temporada entera.
| Premio                     | Ganador         | Posición        | Equipo               |
| -------------------------- | --------------- | --------------- | -------------------- |
| Jugador más valioso        | Boomer Esiason  | Quarterback     | Cincinnati Bengals   |
| Jugador ofensivo del año   | Roger Craig     | Running back    | San Francisco 49ers  |
| Jugador defensivo del año  | Mike Singletary | Linebacker      | Chicago Bears        |
| Entrenador del año         | Mike Ditka      | Head Entrenador | Chicago Bears        |
| Novato ofensivo del año    | John Stephens   | Running back    | New England Patriots |
| Novato defensivo del año   | Erik McMillan   | Safety          | New York Jets        |
| Regreso del año            | Greg Bell       | Running back    | Los Angeles Rams     |
| Hombre del Año             | Steve Largent   | Wide receiver   | Seattle Seahawks     |
| Jugador más valioso del SB | Jerry Rice      | Wide receiver   | San Francisco 49ers  |